# هجوم جامعة كابل 2020
في 2 نوفمبر 2020، اقتحم ثلاثة مسلحين حرم جامعة كابل في كابل، أفغانستان، مما أسفر عن مقتل 35 شخصًا وإصابة 50 آخرين. بدأ الهجوم في وقت كان من المتوقع أن يصل فيه أفراد من الحكومة إلى الحرم الجامعي لافتتاح معرض إيراني للكتاب. وقُتل المسلحون الثلاثة في وقت لاحق خلال اشتباك مع قوات الأمن. وقع الهجوم حوالي الساعة 11:00 صباحًا. وأعلن تنظيم الدولة-ولاية خراسان مسؤوليته عن الهجوم.
جاء الهجوم بعد أشهرٍ من التوترات المتزايدة بين الحكومة الأفغانية وطالبان والمقاتلين التابعين لداعش.

## التفاصيل

### الخلفية
تقع جامعة كابل في الحي الثالث في كابل، وهي واحدة من أكبر مؤسسات التعليم العالي في أفغانستان حيث يبلغ عدد طلابها 22000 طالب. سبق أن تعرضت الجامعة للهجوم عندما أودى انفجار في سنة 2019 بحياة تسعة أشخاص. قبل أكثر من أسبوع بقليل من هجوم نوفمبر على الجامعة، قتل مفجر انتحاري 30 في مؤسسة تعليمية أخرى في كابل.
في يوم الهجوم كانت الجامعة تستضيف معرضا دوليا للكتاب. وكان من المتوقع أن يحضر الحدث عدد من المسؤولين الحكوميين الأفغان والسفير الإيراني في أفغانستان.

### الهجوم
بدأ الهجوم في صباح يوم 2 نوفمبر حوالي الساعة 11:00 صباحًا. قامت مجموعة من المسلحين بتفجير عبوة ناسفة، عند بوابة ساحة الجامعة، وبعد ذلك دخلوا المجمع وقتلوا واحتجزوا حوالي 20 رهينة. تمكن العديد من الطلاب من الهروب من الهجوم، بينما أُجبر المحاصرون في المباني على الاحتماء في أماكنهم. ونقل بعض جرحى الهجوم إلى مستشفى علي اباد القريب.
تم إرسال شرطة كابل والقوات الخاصة للجيش الأفغاني إلى الجامعة وأقاموا محيطًا حول الموقع، وبعد ذلك انخرطوا في عملية تمشيط للأراضي على مدى عدة ساعات. كما أشارت نيويورك تايمز إلى أن الجنود الأمريكيين ردوا على الهجوم. وذكرت وسائل الإعلام النرويجية أن القوات الخاصة النرويجية كانت في الموقع أيضًا.
بعد الهجوم، ذكرت مجموعة سايت للاستخبارات أن تنظيم الدولة قد أعلن مسؤوليته عن عمليات القتل. ونفت حركة طالبان الأفغانية مسؤوليتها عن الهجوم، على الرغم من أن مسؤولًا حكوميًا أفغانيًا نسبه إلى الحركة. وندد الرئيس الأفغاني أشرف غني بالهجوم ووصفه بأنه عمل إرهابي. أعلنت الحكومة الأفغانية في اليوم التالي للهجوم حدادا وطنيا.